# 臺灣—朝鮮半島關係
臺灣與朝鮮半島關係是指臺灣有信史以來，與朝鮮半島雙方在歷史上的不同階段的關係。

## 東寧國與朝鮮國關係史
1667年5月，發生丁未漂人事件，四艘臺灣商船前往日本國長崎港進行貿易途中遭遇暴風雨，漂流至朝鮮國統治下的濟州島。這批漂流人表明自己乃東寧王國延平嗣王鄭經的旅日商旅，並自稱「大明福建官商人」，以林寅觀、曾勝以及陳得為主官。之後有95名臺灣男女官商，被押至漢城軟禁，最終全數由朝鮮押送至大清國處死。
1670年（顯宗大王十一年），再度有自稱來自「大樊國」的臺灣人漂至朝鮮，最終這批漂流的漢人平安離開朝鮮並前往日本長崎。

## 日治時期
1894年，朝鮮半島發生東學黨事件，引發清國與日本因為朝鮮半島問題爆發甲午戰爭，清軍戰敗。隔年（1895年）4月，簽署《馬關條約》，清政府將臺灣割讓給日本。在1905年的臨時台灣戶口調查中，朝鮮人有18人。顯示此時已有在臺朝鮮人的出現。
1910年，日韓併合。臺灣與朝鮮半島同為日本統治。在1915年（大正四年）的戶口調查中，在臺朝鮮人有6人。1920年的國勢調查中，種族為朝鮮人已提升到69人。到了1940年（昭和十五年）日治時期最後一次的國勢調查中，在臺灣的種族為朝鮮人者已達到2,422人，較1935年（昭和十年）的1,479人大幅增長。
在日本統治之下，臺灣人與朝鮮人也曾彼此交流。1919年3月1日，朝鮮發生三一運動，朝鮮人運動也刺激到在日的臺灣學生。由於日本統治朝鮮晚於臺灣，但在政治、經濟、財政的待遇上，朝鮮卻優於臺灣：朝鮮人有被認為總督府的局長暨地方之行政長官或推、檢事，臺灣人最高只到郡守、司法反而沒有、朝鮮有朝鮮人發行的朝鮮語新聞，臺灣唯一的日刊新聞《臺灣新民報》卻直到1932年才准獲發刊。:77-78所以臺人常引朝鮮為例，攻擊日人統治之不公平。:77而臺灣在日學生與朝鮮學生的接觸，據警察沿革誌載：《亞細亞公論》總編輯柳壽泉與蔡培火、林呈祿有交誼，使其對《亞細亞公論》頻頻投稿，蔡培火更被聘為該社理事。此外蔡培火常在朝鮮人鄭泰玉所主持的《青年朝鮮》雜誌發表意見。:79-80然而當時朝鮮人在東京並不受歡迎，因為他們又窮又兇。除去民族、政治因素外，作為一個市民，也是會讓日人敬而遠之的，更出現了「不逞鮮人」的名詞，受到警察人員注意。無論日人、臺人，凡和朝鮮人交往，無疑會受到警察的監視。因此東京的臺灣學生和朝鮮人來往的，僅限於少數的有心人而已。:80
臺灣人與朝鮮人也影響到文壇，如本名呂石堆作家呂赫若的名自字由來則是取自朝鮮的張赫宙及中國的郭沫若。此時期前往朝鮮求學者，較知名者有彰化人詹石藏，就讀朝鮮京城醫學專門學校 （경성의학전문학교）。
當時有朝鮮人來到台灣各地開設酒樓，以朝鮮女性陪侍，被稱為朝鮮樓（조선루），在九份、北港、岡山、基隆田寮町、台北入船町、台北有明町、新竹南門街、台中初音町、彰化西門街、嘉義西門町、台南新町、高雄榮町、馬公街皆有出現。
1928年（昭和三年）5月8日時，韓國獨立運動者及歷史學家申采浩為籌措韓國獨立運動的資金，在基隆郵便局領取匯款時被捕，後被判刑關押在旅順監獄，並因腦溢血病死於獄中。當時協助他的苗栗頭份人林炳文也同樣被捕，死於獄中。
同年5月14日，發生臺中不敬事件。以大日本帝國陸軍檢閱使身分來臺灣訪問的久邇宮邦彥王巡視臺中州時，在臺中州立圖書館（現在合作金庫銀行臺中分行）前的行道樹下，被在臺朝鮮人、朝鮮獨立運動家趙明河以短刀行刺，未遂。最後趙明河被判處死刑。
1934年（昭和九年）11月27日，來自全羅南道華嚴寺，身高七尺八寸五分的「東洋一巨人」金富貴（김부귀）在環遊世界途中搭乘朝日丸來台，遊歷台北、霧峰林家、員林、斗六、宜蘭、臺灣總督府醫學校等地，在台灣造成轟動。
1935年（昭和十年）1月17日，朝鮮李王垠以日本皇族身分於臺灣基隆上岸，開始視察臺灣行程:238， 曾宿泊於台南御泊所、高雄御泊所、台北御泊所等地。2月1日於基隆出港離開台灣。
1935年10月至11月，日本當局在臺灣舉辦始政四十周年記念臺灣博覽會，朝鮮半島亦在此設館展出。當時黃海道參與官張錫元來臺參觀。
1936年（昭和十一年）6月底到7月中，現代舞蹈家崔承喜受臺灣文藝聯盟邀請，率領舞蹈團在臺北、基隆、臺中、臺南、高雄、嘉義等主要城市巡迴公演，並曾接受張深切的專訪，共同表達了殖民地人民的悲哀。
1944年（昭和十九年）8月19日二次世界大戰期間，開往馬尼拉的日軍運輸艦玉津丸於巴士海峽被美軍棘白鯧號潛艇擊沉，近五千名乘船部隊與船員（含韓國人）死亡，後來這些死者被祭祀於屏東潮音寺。
日治時期結束，共計358名在臺朝鮮人因故滯留在台灣，於基隆市正濱漁港勝利巷（今中正路656巷）形成聚落並落地生根。

## 戰後時期（1945年迄今）

### 冷戰時期
1947年二二八事件中，有部分留在台灣的韓國人受到牽連而受難。此外曾參與二七部隊的臺中人盧伯毅於1947年逃離臺灣，最終逃亡於韓國四十年，於1988年逝世於韓國。:502-529
1948年8月15日，大韓民國成立。1949年1月1日，尚未來臺的中華民國政府承認大韓民國。

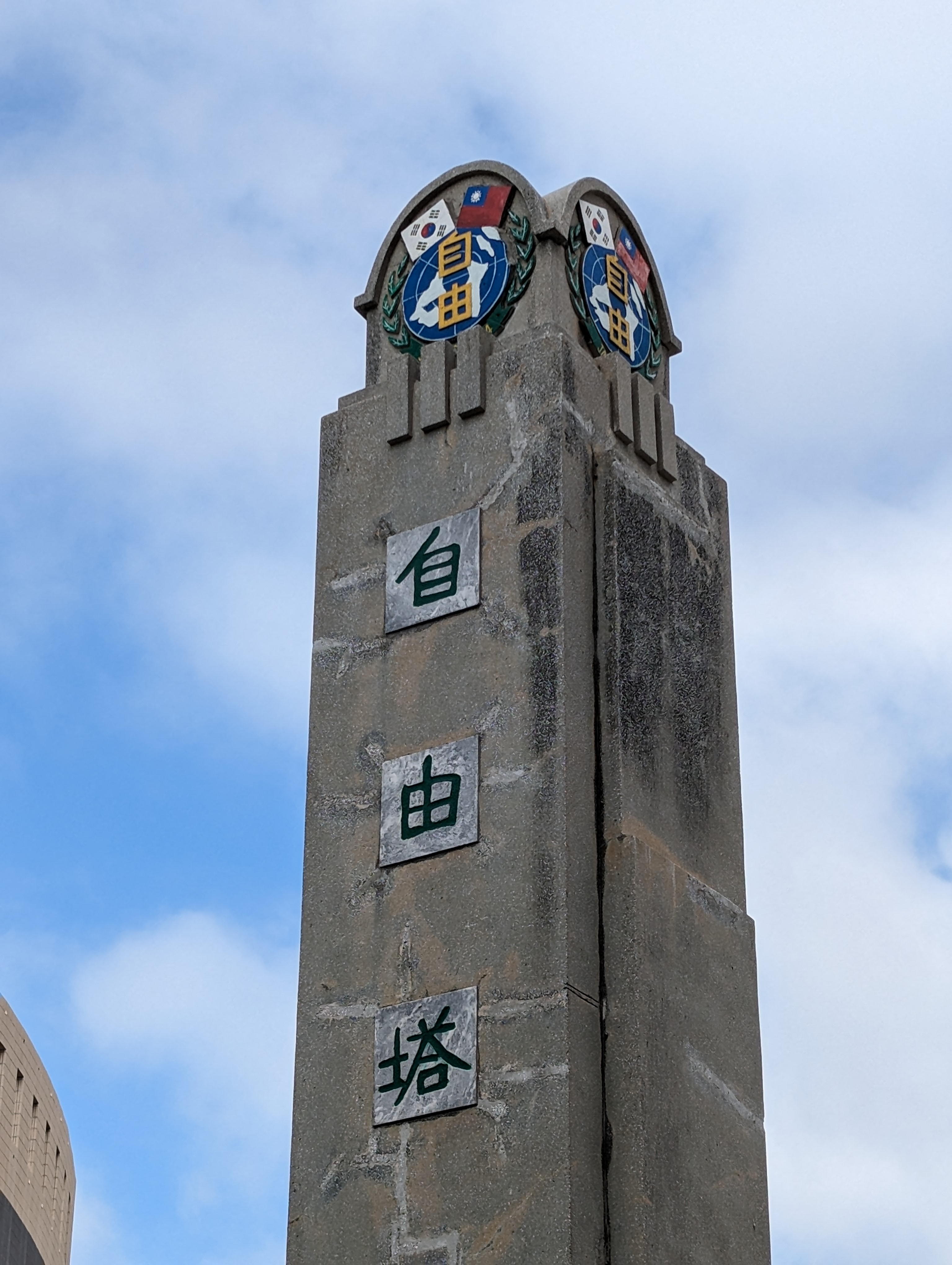
位於澎湖縣馬公市的自由塔，為紀念韓戰結束後投奔自由陣營戰俘而設立的紀念碑。1954年建。

1949年12月，中華民國政府播遷來臺。1950年6月25日，北韓領導人金日成率軍入侵南韓，韓戰爆發。使原本於1949年8月已發出《對華白皮書》嚴詞批蔣中正，表示中華民國在國共內戰的失敗，是國民政府本身的領導問題，與美國無關、放棄中華民國政權的美國政府，決定派遣第七艦隊協防臺灣海峽。被稱為「西安事變救了共產黨，韓戰救了國民黨」。
1954年1月23日，14,209名參與韓戰被俘的中國解放軍士兵投奔臺灣，是謂「反共義士」。:76。蔣中正總統致電美國總統艾森豪申致謝意，並發表聲明：志願遣俘成功，證明民主國家獲得主動；中國大陸同胞倘獲機會，亦必將為自由奮鬥:76。之後中華民國將該日訂為「一二三自由日」。

1955年10月，蔣介石總統接見韓國自由黨親善使節訪問團，告以台、韓能堅強合作，東亞必有光明:82-83。
1960年舉行的1960年大韓民國總統選舉中，爆發韓國總統李承晚為了連任的作票事件，導致學生運動抗議，引發群眾推翻李承晚政權。由於受到做票事件引發的群眾事件影響，使臺灣執政的國民黨政府受到反共聯盟的主導美國警告，最終國民黨做出讓步，在1964年舉行的縣市長選舉中允許黨外候選人自派監票員。:24當時參選臺北市長的高玉樹自言自己會願意再度參選，是因為選務當局允許候選人自派監票員之故。:24
1961年，臺灣第一所韓國人學校，高雄韓國學校（까오숑한국국제학교）設立。1962年2月1日，臺北韓國學校（타이뻬이한국학교）設立。
1963年1月29日，韓國外長崔德新抵臺訪問；2月4日，發表聯合公報。
1964年8月，總統府秘書長張群啣命訪問韓國，獲總統朴正熙贈以一等樹交勳章，並獲韓國首爾大學頒贈名譽法學博士:108。10月，韓國總理丁一權訪問台灣，謁見蔣介石商討中韓有關問題:108。10月11日，韓國駐中華民國大使金信與外交部長沈昌煥簽署《中韓友好條約》，在台訪問的總理丁一權、總統府秘書長張群均到場觀禮。12月，行政院長嚴家淦亦訪問韓國:109。1965年12月，互換友好條約批准書:205。

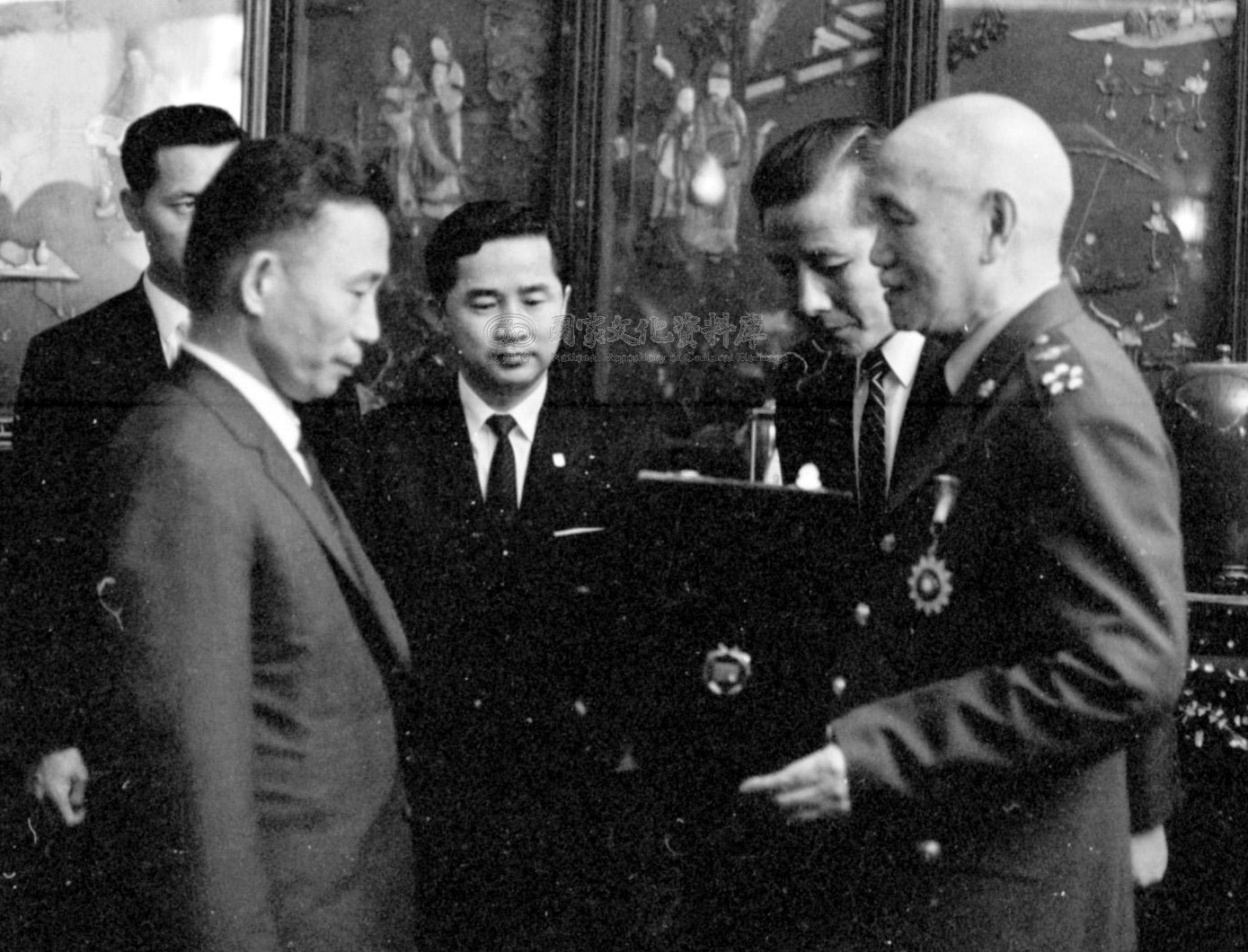
1966年，總統蔣中正於總統官邸會晤韓國總統朴正熙並舉行贈勳儀式

1966年2月15日，韓國總統朴正熙與夫人陸英修抵臺訪問，與蔣中正會晤，舉行會談:112。4月，國防部長蔣經國應邀訪問韓國，謁見朴正熙總統，就亞洲問題交換意見:112，被朴授予一級修交勳章:521；並視察三八線非軍事區。10月，曾在上海製造虹口公園爆炸案的尹奉吉之胞弟尹南仪與兒子尹淙應蔣介石總統之邀來台訪問，並參加當年度之雙十國慶典禮。
城市交流方面，兩國第二大城市暨最大港口高雄和釜山於1966年6月30日成為姊妹城市。1968年，兩國最大城市暨首都台北和漢城（今首爾）成為姊妹城市，兩國西南部大城台南和光州亦締結姊妹市關係，兩市並各自設立「光州路」和「台南路」（現台南大路）以茲紀念。而當時韓國也常以「自由中國」稱呼中華民國。
1980年代，由於臺灣與南韓在仍屬獨裁威權體制，因此與獨裁政權鬥爭的人士也曾彼此聯繫。如WUFI主席張燦鍙及與反對派領袖金泳三、金大中透過美國「政策發展國際中心」認識。1986年，海外臺獨方面推動在菲律賓設置電台，企圖透過第三地電台設立打破島內國民黨政權對媒體的壟斷，南韓的金大中組織也決定參與，惟最終艾奎諾政權因政局不穩，怕影響與國民黨政府的經濟合作而凍結該計畫。1986年6月，陳唐山以「台灣人基金會」董事長身分赴韓國訪問，與反對派領袖金大中等人討論由臺、韓、菲籌組「自由亞洲同盟」。WUFI主席張燦鍙亦與金大中進一步務談。
1987年，張燦鍙與多位美國國會議員外交助理參與護送流亡美國的南韓學生運動領袖李信範返韓，最終南韓全斗煥政府一改強硬態度，恢復李信範民權。:503張燦鍙亦趁訪韓機會，再度拜會金大中與另一反對派人士金泳三，交換鬥爭經驗，並參加在動員群眾示威中扮演重要角色的「民主憲法促進會」。:504-517

### 臺、韓民主化後
1992年8月23日，韓國總統盧泰愚為與中華人民共和國建交，宣布與中華民國政府斷绝自1949年建立的外交關係，韓國政府除了要求中華民國駐韓國大使館人員於24小時內離境，原屬中華民國的大使館等資產（國產）和土地均被韓國政府接收並轉交中華人民共和國，作為新的中國駐韓國大使館，還要求旅韓漢城僑團、僑校停止懸掛中華民國國旗等。。

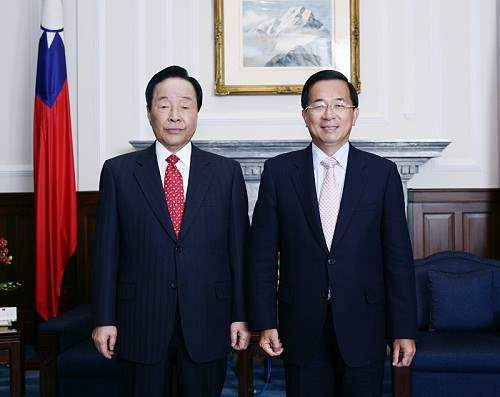
2008年，總統陳水扁會見前韓國總統金泳三。

2001年7月，韓國卸任總統金泳三訪問台灣，獲時任總統陳水扁接見，並於立法委員餐敘時表示全世界沒有一個國家是「一國兩制」的，這根本行不通。並根據他執政期間和北韓往來的經驗，稱共產黨的本質反反覆覆，政策捉摸不定，「你給共產黨越多，共產黨罵你越多」。
2002年12月，台灣與韓國間開航定期包機，有限度的恢復通航。2004年中，中華民國政府與韓國政府達成協議，恢復台韓定期航線，並在2005年3月1日正式執行，正式結束台韓斷交後長達13年的斷航狀態。2005年初，中華民國政府在釜山增設領事館級的台北經濟文化辦事處
2022年12月28日至31日，韓國國會「韓台議員親善協會」會長趙慶泰率數位韓國國會議員來臺訪問，訪團成員包括隸屬執政黨國民力量的國會副議長鄭宇澤。引起中國駐韓國大使館於2023年1月發佈聲明，稱對韓國國會訪問團「竄訪」臺灣表示堅決反對和強烈抗議。對此鄭宇澤透過韓國媒體回應表示，「韓台議員親善協會」每年都訪問臺灣，這是國會議員的外交活動，不構成中國所批評的問題。
2023年4月18日，韓國總統尹錫悅接受路透社專訪，談到臺海問題時，尹錫悅表示南韓和國際社會一同反對試圖以武力改變臺海現狀，「會發生這些緊張，是因為企圖以武力改變現狀，我們和國際社會一同堅決反對這樣的改變」，「臺灣問題不僅是中國與台灣之間的問題，而是像北韓問題，是全球性的問題。」引起中國外交部對此強硬稱「不容置喙」，韓國外交部則罕見對此立即做出回應，認為中國外交部對他國元首發言的反應「是嚴重外交失禮」，令人質疑中國國格，同時召見中國駐韓大使邢海明表達強烈抗議。

## 註解
1. ↑  彰化北斗人，戰後曾任彰化縣議員。